# Осещина
Осещина (укр. Осещина) — село, входит в Вышгородский район Киевской области Украины.
Население по переписи 2001 года составляло 175 человек. Почтовый индекс — 07363. Телефонный код — 4596. Занимает площадь 1 км². Код КОАТУУ — 3221888802.

## Местный совет
07363, Київська обл., Вишгородський р-н, с.Хотянівка, вул.Деснянська,9

## Известные уроженцы
- Максименко, Пётр Яковлевич  (1894-1967) — советский военачальник, генерал-лейтенант.